# Retrophyllum minus
Retrophyllum minus là một loài thực vật hạt trần trong họ Thông tre. Loài này được (Carrière) C.N.Page miêu tả khoa học đầu tiên năm 1988 publ. 1989.